# Брэй, Роберт
Роберт Брэй (англ. Robert Bray), полное имя Роберт Юджин Брэй (англ. Robert Eugene Bray; 23 октября 1917 — 7 марта 1983) — американский актёр кино и телевидения 1940—1960-х годов.
Брэй сыграл в кино в таких фильмах, как «Перекрёстный огонь» (1947), «Холостяк и девчонка» (1947), «Отчаянный» (1947), «Мистер Блэндингз строит дом своей мечты» (1948), «Кровь на Луне» (1948), «Необузданные» (1952), «Бунт на „Кейне“» (1954), «Держись подальше от Диабло» (1954), «Щит для убийства» (1954), «Большой дом, США» (1955), «Автобусная остановка» (1956) и «Мой револьвер быстр» (1957).
Брэй также известен как исполнитель роли лесничего Кори Стюарта в сериале «Лесси» (1964—1968). Он также играл одну из главных ролей в телесериале и «Дилижанс на Запад» (1960—1961).

## Ранние годы и начало карьеры
Роберт Брэй родился 13 октября 1917 года в Калиспелле, Монтана, США в фермерской семье. Вскоре Брэй вместе с семьёй переехал в Сиэтл, где учился в школе. После окончания школы Брэй был лесорубом, ковбоем и членом Гражданского корпуса охраны окружающей среды.
В начале 1940-х годов Брэй некоторое время работал в Голливуде в качестве плотника на студии, а во время Второй мировой войны в 1942 году вступил в корпус морской пехоты. Брэй принимал участие в боевых действиях на Тихоокеанском фронте, закончив войну в звании мастер-сержанта.
После войны Брэй хотел стать таксидермистом, управляющим охотничьего или рыбацкого угодья, но в конце концов решил стать актёром.

## Карьера в кинематографе
В 1946 году Брэй подписал семилетний контракт с киностудией RKO Pictures, где его рассматривали как нового Гэри Купера. В течение первого года на студии Брэй получил небольшие роли без указания в титрах в шести фильмах, среди которых фильм нуар с Пэтом О’Брайеном «Катастрофа» (1946), детектив «Приключение Сокола» (1946) и криминальный экшн «Дик Трейси против Биллиардного шара» (1946).
На второй год работы на студии Брэй получил небольшие роли (без упоминания в титрах) в девяти фильмах, включая фильмы нуар «Перекрёстный огонь» (1947) с Робертом Янгом и Робертом Митчемом, где он был военным полицейским, и «Отчаянный» (1947) со Стивом Броуди, где он был лейтенантом полиции. Он также сыграл роль сотрудника авиакомпании в романтической комедии с Кэри Грантом «Холостяк и девчонка» (1947), а криминальном экшне «Дик Трейси: Встреча с ужасным» (1947) он был сержантом.
В 1948 году у Брэя было одиннадцать фильмов, среди которых вестерны «Кровь на Луне» (1948) с Робертом Митчемом и «Возвращение негодяев» (1948) с Рэндольфом Скоттом, в котором Брэй сыграл преступника Джона Янгера. Эта актёрская работа, по мнению историка кино Хэла Эриксона, стала одной из лучших ролей Брэя в кино. В течение года Брэй сыграл также роли второго плана в четырёх малобюджетных вестернах с Тимом Холтом, и кроме того появился в небольшой роли рабочего в комедии с Кэри Грантом «Мистер Блэндингз строит дом своей мечты» (1948). В 1949 году Брэй снялся ещё в трёх вестернах с Тимом Холтом, а также в фильмах нуар «Лёгкая мишень» (1949), в котором он сыграл бандита и «Странный груз» (1949), где он был детективом.
В 1950-е годы Брэй стал фрилансером, играя самые разные роли по типу и размеру. До начала 1960-х годов он играл главным образом мужественных мужчин, таких как крутые офицеры-кавалеристы, стойкие копы, водитель дилижанса и т. п., в широком спектре экшн-фильмов преимущественно категории В. В 1951 году он сыграл в четырёх вестернах, включая «Тропу войны» (1951) с Эдмундом О’Брайеном и «Великий рейд по Миссури» (1951) с Уэнделлом Кори, а также два вестерна с Тимом Холтом. В 1952 году у Брэя были роли в девяти фильмах, пять из которых были вестернами. Наиболее значимыми среди его картин года были спортивная дарма «Необузданные» (1952) с Митчемом и Сьюзен Хэйворд, где у него была небольшая роль без упоминания в титрах, а также семейный приключенческий фильм с Джонни Вейсмюллером «Тигр вуду» (1952), где Брэй сыграл роль американского майора, возглавляющего экспедицию по поиску художественных ценностей, которые нацисты спрятали в джунглях Африки.
Среди шести картин, в которых Брэй появился в 1953 году, наиболее значимой был вестерн с участием Рока Хадсона «Семинолы» (1953), драма с Чарльтоном Хестоном «Плохие друг для друга» (1953) и фантастический хоррор «Неандерталец» (1953). Все роли были небольшими, без указания имени актёра в титрах. Год спустя Брэй сыграл маленькую роль члена коллегии трибунала в военной драме с Хамфри Богартом «Бунт на „Кейне“» (1954). Он также был работником на ранчо в вестерне с Оди Мёрфи «Держись подальше от Диабло» (1954), шерифом в другом вестерне с Мёрфи «Барабаны за рекой» (1954) и детективом в фильме нуар с Эдмондом О’Брайеном «Щит для убийства» (1954). В 1955 году у Брэя был единственный фильм, криминальный нуар «Большой дом, США» (1955), где он сыграл роль рейнджера. Год спустя у Брэя было две картины — фильм нуар «Стальные джунгли» (1956), где он сыграл лейтенанта полиции, и популярная романтическая комедия с Мэрилин Монро «Автобусная остановка» (1956), где Брэй предстал в образе склонного к поучениям водителя автобуса.
В 1957 году Брэй сыграл редкую для себя главную роль «жестокого, аморального частного детектива Майка Хаммера» в фильме нуар «Мой револьвер быстр» (1957), который поставлен по роману известного автора детективов Микки Спиллейна. Современный историк кино Хэл Эриксон назвал фильм «не столь совершенным, как классический фильм Роберта Олдрича „Целуй меня насмерть“» (также с участием Майка Хаммера), отметив, тем не менее, что «в своих скромных рамках он держится хорошо». По мнению другого современного кинокритика Джеффа Стаффорда «безыскусность всей картины, кажется, сделана намеренно, и идеально соответствует довольно холодному взгляду Спиллейна на мир… И хотя некоторые критики утверждают, что игра Роберта Брэя вяла и неестественна, её искусственность на самом деле только усиливает действенность фильма». Вторым фильмом Брэя в 1957 году стала драма по роману Джона Стейнбека «Заблудившийся автобус» (1957) с Джоан Коллинз и Джейн Мэнсфилд.
В 1957 году режиссёр Джошуа Логан предложил Брэю роль второго плана в своём фильме «Юг Тихого океана» (1958), который оказался очень успешным. Однако Брэй отказался от роли и предпочёл сыграть в нескольких второстепенных фильмах студии Allied Artists, о чём впоследствии сожалел. Как позднее говорил актёр, «если бы я сыграл в хите „Юг Тихого океана“, неизвестно, чем бы это для меня обернулось». До конца кинокарьеры Брэй сыграл одну из главных ролей наряду с Джоном Бэрримором в криминальной мелодраме по роману Гарольда Роббинса «Никогда не люби незнакомца» (1958), за которой последовали военная драма с Фрэнком Синатрой «Никогда так мало» (1959) и приключенческо-криминальная драма «Дьявол с наркотического острова» (1961), где у Брэя была большая роль. Драма о военных лётчиках с Роком Хадсоном «Скопление орлов» (1963) стала последним фильмом, в котором снялся Брэй.

## Карьера на телевидении
Начиная с 1951 года, Брэй работал также на телевидении, сыграв вплоть до 1968 года в 243 эпизодах 53 различных сериалов.
За время своей карьеры Брэй сыграл в таких сериалах, как «Одинокий рейнджер» (1952—1955, 6 эпизодов), «Облава» (1953), «Жизнь и житие Уайатта Эрпа» (1955, 3 эпизода), «Альфред Хичкок представляет» (1958—1961, 4 эпизода), «Перри Мейсон» (1959—1963, 3 эпизода), «Стрелок Слейд» (1960), «Истории Уэллс-Фарго» (1960—1962, 2 эпизода), «Ларами» (1960—1963, 3 эпизода), «Сумеречная зона» (1963) и «Дымок из ствола» (1963).
В 1960—1961 годах Брэй играл одну из трёх главных ролей водителя дилижанса и семьянина Саймона Кейна в вестерн-сериале «Дилижансе на Запад» (1960—1961, 38 эпизодов).
Однако более всего Брэй известен по роли лесничего Кори Стюарта, которую он на протяжении четырёх сезонов играл в популярном семейном сериале «Лесси» (1964—1968). После завершения съёмок в этом сериале Брэй закончил свою артистическую карьеру.

## Личная жизнь
Роберт Брэй был женат дважды. В 1960 году он женился на Джоан Лоретте Грейдон (англ. Joan Loretta Graydon), с которой развёлся в 1968 году. В 1972 году он женился на Дороти Энн Харниш (англ. Dorothy Ann Harnisch), с которой развёлся в 1973 году.
В 1968 году, после того, как его вывели из сериала «Лесси», интерес Брэя к актёрской игре угас, и в конце концов он уехал вместе с тогдашней женой Джоан в городок Бишоп, Калифорния, где его часто можно было увидеть разъезжающим по городу в автодоме со своей собакой. Страстный рыбак, охотник, резчик по дереву и разносторонний спортсмен, Боб прожил свои последние годы в тени гор Сьерры-Невады, где он сыграл в столь многих своих ранних вестернах.

## Смерть
Роберт Брэй умер 7 марта 1983 года в Бишопе, Калифорния, в возрасте 65 лет от сердечного приступа. У него остались жена и шестеро детей.

## Фильмография
| Год         |     | Русское название                        | Оригинальное название                    | Роль                                                    |
| ----------- | --- | --------------------------------------- | ---------------------------------------- | ------------------------------------------------------- |
| 1946        | ф   | Я построю это сам                       | I'll Build It Myself                     | сосед                                                   |
| 1946        | кор | Проблемы со служанкой                   | Maid Trouble                             |                                                         |
| 1946        | ф   | Катастрофа                              | Crack-Up                                 | человек с пьяным (в титрах не указан)                   |
| 1946        | ф   | Дик Трейси против «Биллиардного шара»   | Dick Tracy vs. Cueball                   | Стив (в титрах не указан)                               |
| 1946        | ф   | Приключения Сокола                      | The Falcon's Adventure                   | швейцар (в титрах не указан)                            |
| 1946        | ф   | Сан-Квентин                             | San Quentin                              | Сондерс, стрелок (в титрах не указан)                   |
| 1946        | ф   | Проход на закате                        | Sunset Pass                              | банковский клерк (в титрах не указан)                   |
| 1946        | ф   | Отпуск в Рино                           | Vacation in Reno                         | полицейский охранник в банке (в титрах не указан)       |
| 1947        | ф   | Гора диких лошадей                      | Wild Horse Mesa                          | Текс                                                    |
| 1947        | ф   | Холостяк и девчонка                     | The Bachelor and the Bobby-Soxer         | служащий у выхода на посадку (в титрах не указан)       |
| 1947        | ф   | Банджо                                  | Banjo                                    | полицейский (в титрах не указан)                        |
| 1947        | ф   | Перекрёстный огонь                      | Crossfire                                | военный полицейский (в титрах не указан)                |
| 1947        | ф   | Отчаянный                               | Desperate                                | полицейский при лейтенанте Феррари (в титрах не указан) |
| 1947        | ф   | Дик Трейси: Встреча с Ужасным           | Dick Tracy Meets Gruesome                | Сардж (коп в «Трейсис») (в титрах не указан)            |
| 1947        | ф   | Медовый месяц                           | Honeymoon                                | жених (в титрах не указан)                              |
| 1947        | ф   | Семь ключей в Болдпейт                  | Seven Keys to Baldpate                   | полицейский (в титрах не указан)                        |
| 1947        | кор | В направлении проблем                   | Heading for Trouble                      | (в титрах не указан)                                    |
| 1948        | ф   | Аризонский рейнджер                     | The Arizona Ranger                       | Джаспер Тодд                                            |
| 1948        | ф   | Кровь на Луне                           | Blood on the Moon                        | Барт Дэниелс                                            |
| 1948        | ф   | Копай это золото                        | Dig That Gold                            | мистер Джексон                                          |
| 1948        | ф   | Контрабандисты оружия                   | Gun Smugglers                            | подручный Додж                                          |
| 1948        | ф   | Орудия ненависти                        | Guns of Hate                             | Рокки                                                   |
| 1948        | ф   | Агент индейцев                          | Indian Agent                             | Николс                                                  |
| 1948        | ф   | Возвращение негодяев                    | Return of the Bad Men                    | Джон Янгер                                              |
| 1948        | ф   | Западное наследие                       | Western Heritage                         | подручный Пайк                                          |
| 1948        | ф   | Судья уходит                            | The Judge Steps Out                      | водитель грузовика (в титрах не указан)                 |
| 1948        | кор | Возвращение Пэла                        | Pal's Return                             |                                                         |
| 1948        | ф   | Сражающийся отец Данн                   | Fighting Father Dunne                    | инструктор в классе (в титрах не указан)                |
| 1948        | ф   | Если бы ты знал Сюзи                    | If You Knew Susie                        | репортёр (в титрах не указан)                           |
| 1948        | ф   | Мистер Блэндингз строит дом своей мечты | Mr. Blandings Builds His Dream House     | рабочий (в титрах не указан)                            |
| 1949        | ф   | Братья в сёдлах                         | Brothers in the Saddle                   | подручный Полк Линч                                     |
| 1949        | ф   | Лёгкая мишень                           | The Clay Pigeon                          | бандит Блейк                                            |
| 1949        | ф   | Угонщики скота                          | Rustlers                                 | Хэнк                                                    |
| 1949        | ф   | Ребёнок из дилижанса                    | Rustlers                                 | подручный Клинт                                         |
| 1949        | ф   | Странная сделка                         | Strange Bargain                          | детектив Мактэй                                         |
| 1949        | ф   | Джонни Холидей                          | Johnny Holiday                           | полицейский (в титрах не указан)                        |
| 1951        | ф   | Закон пустошей                          | Law of the Badlands                      | Бенсон                                                  |
| 1951        | ф   | Великий рейд по Миссури                 | The Great Missouri Raid                  | Чарли Питтс                                             |
| 1951        | ф   | Наземный телеграф                       | Overland Telegraph                       | Стив, подручный                                         |
| 1951        | ф   | Тропа войны                             | Warpath                                  | майор Комсток                                           |
| 1951 — 1953 | с   | Отряд                                   | Racket Squad                             | разные роли (4 эпизода)                                 |
| 1952        | ф   | Фарго                                   | Fargo                                    | Эд Мёрдок                                               |
| 1952        | ф   | Враждующие глупцы                       | Feudin' Fools                            | частный сыщик                                           |
| 1952        | ф   | Стрелок                                 | The Gunman                               | Том Джеймисон                                           |
| 1952        | ф   | Человек из Блэк-Хиллс                   | Man from the Black Hills                 | Эд Ропер                                                |
| 1952        | ф   | Мэверик                                 | The Maverick                             | капрал Джонсон                                          |
| 1952        | ф   | Тигр Вуду                               | Voodoo Tiger                             | майор Билл Грин                                         |
| 1952        | ф   | Снова на фронте                         | Back at the Front                        | капрал военной полиции (в титрах не указан)             |
| 1952        | ф   | Необузданные                            | The Lusty Men                            | Фритц (в титрах не указан)                              |
| 1952        | ф   | Минута до нуля                          | One Minute to Zero                       | старший в первой эскадрильи (в титрах не указан)        |
| 1952        | с   | Приключения Кита Карсона                | The Adventures of Kit Carson             | Джо Браун (1 эпизод)                                    |
| 1952 — 1953 | с   | Ковбои на правительственной службе      | Cowboy G-Men                             | разные роли (5 эпизодов)                                |
| 1952—1955   | с   | Одинокий рейнджер                       | The Lone Ranger                          | разные роли (6 эпизодов)                                |
| 1953        | ф   | Главная улица к Бродвею                 | Main Street to Broadway                  | адвокат в фэнтези-эпизоде                               |
| 1953        | ф   | Дочь маршала                            | The Marshal's Daughter                   | Андерсон                                                |
| 1953        | ф   | Ужас вигилантов                         | Vigilante Terror                         | Джин Смит                                               |
| 1953        | ф   | Плохие друг для друга                   | Bad for Each Other                       | полицейский в сцене с миной (в титрах не указан)        |
| 1953        | ф   | Неандерталец                            | The Neanderthal Man                      | Тим Ньюкомб, скотовод (в титрах не указан)              |
| 1953        | ф   | Семинолы                                | Seminole                                 | капитан Сайбли (в титрах не указан)                     |
| 1953        | с   | Облава                                  | Dragnet                                  | (1 эпизод)                                              |
| 1953        | с   | Театр звезд «Шлитца»                    | Schlitz Playhouse of Stars               | (1 эпизод)                                              |
| 1953        | с   | Театр «Дженерал Электрик»               | General Electric Theater                 | (1 эпизод)                                              |
| 1953— 1956  | с   | Шоу Джорджа Бернса и Грейси Аллен       | The George Burns and Gracie Allen Show   | разные роли (3 эпизода)                                 |
| 1954        | ф   | Желтый томагавк                         | The Yellow Tomahawk                      | лейтенант Бэнион                                        |
| 1954        | ф   | Стрела в пыли                           | Arrow in the Dust                        | капрал кавалерии (в титрах не указан)                   |
| 1954        | ф   | Бунт на «Кейне»                         | The Caine Mutiny                         | член требунала (в титрах не указан)                     |
| 1954        | ф   | Барабаны за рекой                       | Drums Across the River                   | шериф Эд Крокетт (в титрах не указан)                   |
| 1954        | ф   | Френсис и девушки в форме               | Francis Joins the WACS                   | сержант военной полиции Кройгер (в титрах не указан)    |
| 1954        | ф   | Держись подальше от Диабло              | Ride Clear of Diablo                     | Джексон, работник на ранчо (в титрах не указан)         |
| 1954        | ф   | Роз-Мари                                | Rose Marie                               | Маунти (в титрах не указан)                             |
| 1954        | ф   | Щит для убийства                        | Shield for Murder                        | детектив (в титрах не указан)                           |
| 1954        | с   | Роки Джонс, космический рейнджер        | Rocky Jones, Space Ranger                | коммандер Зандорф (1 эпизод)                            |
| 1954        | с   | Истории века                            | Stories of the Century                   | Эмметт Далтон (1 эпизод)                                |
| 1954        | с   | Приключения Сокола                      | Adventures of the Falcon                 | охранник (1 эпизод)                                     |
| 1954        | с   | Приключения Дикого Билла Хикока         | Adventures of Wild Bill Hickok           | шериф Робертс (1 эпизод)                                |
| 1954        | с   | Твоя любимая история                    | Your Favorite Story                      | (1 эпизод)                                              |
| 1954—1955   | с   | Медик                                   | Medic                                    | разные роли (3 эпизода)                                 |
| 1954—1955   | с   | Общественный защитник                   | Public Defender                          | разные роли (3 эпизода)                                 |
| 1955        | ф   | Большой дом, США                        | Big House, U.S.A.                        | рейнджер Маккормик                                      |
| 1956        | ф   | Стальные джунгли                        | The Steel Jungle                         | сержант полиции Соберман                                |
| 1955        | с   | Городской детектив                      | City Detective                           | сержант полиции Ларри Картер (1 эпизод)                 |
| 1955        | с   | Программа Джека Бенни                   | The Jack Benny Program                   | второй старатель (1 эпизод)                             |
| 1955        | с   | Опознание                               | The Lineup                               | Эл Мёрфи (1 эпизод)                                     |
| 1955        | с   | Жизнь и житие Уайатта Эрпа              | The Life and Legend of Wyatt Earp        | разные роли (3 эпизода)                                 |
| 1955        | с   | «Ридерс дайджест» на ТВ                 | TV Reader's Digest                       | Дюрант (1 эпизод)                                       |
| 1955        | с   | Человек со значком                      | The Man Behind the Badge                 | разные роли (2 эпизода)                                 |
| 1955— 1957  | с   | Вы — там                                | You Are There                            | разные роли (5 эпизодjd)                                |
| 1955 — 1958 | с   | Студия 57                               | Studio 57                                | разные роли (4 эпизода)                                 |
| 1956        | ф   | Автобусная остановка                    | Bus Stop                                 | Карл                                                    |
| 1956        | с   | Час «Двадцатого века Фокс»              | The 20th Century-Fox Hour                | Майк Миллер (1 эпизод)                                  |
| 1956        | с   | Миллионер                               | The Millionaire                          | Том Бакли (1 эпизод)                                    |
| 1956        | с   | Телефонное время                        | Telephone Time                           | (1 эпизод)                                              |
| 1956        | с   | Час «Двадцатого века Фокс»              | The 20th Century-Fox Hour                | Майк Миллер (1 эпизод)                                  |
| 1956        | с   | Фронтир                                 | Frontier                                 | шериф (1 эпизод)                                        |
| 1957        | ф   | Мой револьвер быстр                     | My Gun Is Quick                          | Майк Хаммер                                             |
| 1957        | ф   | Предатель                               | The Traitor                              | майор Шейн                                              |
| 1957        | ф   | Заблудившийся автобус                   | The Wayward Bus                          | Морс                                                    |
| 1957        | ф   | Никогда не люби незнакомца              | Never Love a Stranger                    | Силк Финнелли                                           |
| 1957        | с   | Театр Джейн Уаймен                      | Jane Wyman Presents The Fireside Theatre | Гарри (1 эпизод)                                        |
| 1957        | с   | Дневной спектакль                       | Matinee Theatre                          | (1 эпизод)                                              |
| 1957        | с   | Полицейский штата                       | State Trooper                            | Гарри Белинда (1 эпизод)                                |
| 1958        | с   | Телевизионный театр «Крафта»            | Kraft Television Theatre                 | детектив Стив Карелла (1 эпизод)                        |
| 1958        | с   | Шайенн                                  | Cheyenne                                 | Дюк Рейн (1 эпизод)                                     |
| 1958        | с   | Мэверик                                 | Maverick                                 | Джон Уилсон (1 эпизод)                                  |
| 1958        | с   | Барабан Джефферсона                     | Jefferson Drum                           | Джек Рейдж (1 эпизод)                                   |
| 1958— 1961  | с   | Альфред Хичкок представляет             | Alfred Hitchcock Presents                | разные роли (4 эпизода)                                 |
| 1959        | ф   | Никогда не было так мало                | Never So Few                             | полковник Фред Парксон                                  |
| 1959        | с   | Человек из Чёрного орла                 | The Man from Blackhawk                   | Маркус Клэгг (1 эпизод)                                 |
| 1959        | с   | Шугарфут                                | Sugarfoot                                | Гил (1 эпизод)                                          |
| 1959        | с   | Уичита                                  | Wichita Town                             | отец Николс (1 эпизод)                                  |
| 1959 — 1963 | с   | Перри Мэйсон                            | Perry Mason                              | разные роли (4 эпизода)                                 |
| 1960        | с   | Отель де Пари                           | Hotel de Paree                           | Уиллард Полк (1 эпизод)                                 |
| 1960        | с   | Письмо к Лоретте                        | Letter to Loretta                        | Боб Трейси (1 эпизод)                                   |
| 1960        | с   | Речная лодка                            | Riverboat                                | Том Байзон (1 эпизод)                                   |
| 1960        | с   | Стрелок Слейд                           | Shotgun Slade                            | Генри Тиммонс (1 эпизод)                                |
| 1960— 1961  | с   | Дилижанс на Запад                       | Stagecoach West                          | Саймон Кейн (38 эпизодов)                               |
| 1960— 1962  | с   | Истории Уэллс-Фарго                     | Tales of Wells Fargo                     | разные роли (2 эпизода)                                 |
| 1960 — 1963 | с   | Ларами                                  | Laramie                                  | разные роли (3 эпизода)                                 |
| 1961        | ф   | Дьявол с наркотического острова         | The Fiend of Dope Island                 | Дэвид                                                   |
| 1962        | с   | Час Альфреда Хичкока                    | The Alfred Hitchcock Hour                | лейтенант Эймс (1 эпизод)                               |
| 1963        | ф   | Скопление орлов                         | A Gathering of Eagles                    | подполковник Гейлс                                      |
| 1963        | с   | Темпл Хьюстон                           | Temple Houston                           | Хэл Кестер (1 эпизод)                                   |
| 1963        | с   | Сухопутная тропа                        | Overland Trail                           | Мэтт Пик (1 эпизод)                                     |
| 1963        | с   | Дымок из ствола                         | Gunsmoke                                 | Гиб Доусон (1 эпизод)                                   |
| 1963        | с   | Сумеречная зона                         | The Twilight Zone                        | капитан Деннет (1 эпизод)                               |
| 1964—1968   | с   | Лесси                                   | Lassie                                   | Кори Стюарт (118 эпизодов)                              |
| 1967        | тф  | Полёт пумы                              | Flight of the Cougar                     | Кори Стюарт                                             |